# Trust MC
Der Trust MC, auch Trust MC Germany genannt, ist ein ursprünglich aus Deutschland stammender Motorradclub (MC), welcher 1984 als Zusammenschluss mehrerer MCs gegründet wurde. Neben 38 deutschen Chaptern führt der Club neun Chapter in Rumänien und jeweils eines in Belgien, Thailand und Polen.

## Geschichte
Anfang 1984 schlossen sich die MCs MC Ergoldsbach (gegründet 1982), der Devil Cobra MC Moosburg, der Free Fighters MC Erding, der Ranger MC Neutraubling sowie einige Mitglieder des Destroyer MCs Landshut zum Trust MC Germany zusammen. Erste Chapter waren damit in Erding, Landshut, Ergoldsbach, Neutraubling und Moosburg an der Isar. Als Colour wurde ein Eisernes Kreuz mit einer weißen Faust in der Mitte gewählt. Zu Beginn war es einer der wenigen MCs, die überwiegend Motorräder japanischer Hersteller über 600 Kubikzentimeter fuhren. Im Juni 1984 wechselten einige Thunderbirds-MC-Mitglieder zum Trust MC und gründeten damit das Chapter München. Im Laufe der Zeit wurden weitere Chapter in Deutschland gegründet und mit 35 Ortsgruppen sowie 20 Supportclubs, zählt der Trust MC heute zu einem der größten deutschen MCs. Dazu kommen noch neun Chapter in Rumänien seit 2003, seit 1987 eins in Belgien, seit 2015 das Chapter Siam Nomads in Thailand, sowie seit 2022 ein Nomads Chapter in Polen. Support-Club ist der Iron Fist MC sowie die Black Claw Kitzingen sowie Black Fear North.
Regionaler Schwerpunkt des Trust MC ist Bayern. Dort zählt er neben den großen vier Clubs, also den Hells Angels, den Bandidos, den Outlaws und dem Gremium MC, zu den dominierenden Clubs der Szene. Das Bayerische Staatsministerium des Innern rechnet den Trust MC zu den polizeilich relevanten MCs, eine Einschätzung, die der Trust MC vehement abstreitet.
1993 war der Trust MC Ausrichter der Presi-Rally in Donauwörth.